# Guzmania loraxiana
Guzmania loraxiana är en gräsväxtart som beskrevs av Jason Randall Grant. 
Guzmania loraxiana ingår i släktet Guzmania och familjen Bromeliaceae. Inga underarter finns listade i Catalogue of Life.